# Ким Ги Су
Ким Ги Су (кор. 김기수; 17 сентября 1939, Пукчхон — 10 июня 1997, Сеул) — корейский боксёр, представитель средних и полусредних весовых категорий. Выступал за сборную Южной Кореи по боксу в конце 1950-х годов, победитель Азиатских игр, участник летних Олимпийских игр в Риме. В период 1961—1969 годов боксировал на профессиональном уровне, владел титулами чемпиона мира по версиям WBC и WBA.

## Биография
Ким Ги Су родился 17 сентября 1939 года в уезде Пукчхон провинции Хамгён-Намдо (ныне территория КНДР). Учился в Университете Кёнхи в Сеуле, где получил степень в области физического воспитания.

### Любительская карьера
Первого серьёзного успеха на взрослом международном уровне добился в сезоне 1958 года, когда вошёл в основной состав южнокорейской национальной сборной и побывал на Азиатских играх в Токио, откуда привёз награду золотого достоинства, выигранную в полусредней весовой категории.
Благодаря череде удачных выступлений удостоился права защищать честь страны на летних Олимпийских играх 1960 года в Риме — в категории до 67 кг благополучно прошёл первого соперника по турнирной сетке, тогда как во втором бою на стадии 1/8 финала со счётом 0:5 потерпел поражение от итальянца Нино Бенвенути, который в итоге и стал победителем этого олимпийского турнира.

### Профессиональная карьера
Вскоре по окончании римской Олимпиады Ким покинул расположение корейской сборной и в октябре 1961 года успешно дебютировал на профессиональном уровне. Уже в дебютном поединке завоевал титул чемпиона Южной Кореи в средней весовой категории.
Долгое время не знал поражений, лишь в двух его поединках была зафиксирована ничья — с опытным японцем Сакудзи Синодзавой (34-11-2) и со своим товарищем по олимпийской команде Ким Дык Поном (1-0).
В январе 1965 года стал чемпионом Восточной и тихоокеанской боксёрской федерации (OPBF), впоследствии дважды защитил этот титул и провёл несколько успешных рейтинговых поединков.
Имея в послужном списке 22 победы без единого поражения, в 1966 году Ким Ги Су удостоился права оспорить титулы чемпиона мира в первом среднем весе по версиям Всемирного боксёрского совета (WBC) и Всемирной боксёрской ассоциации (WBA), которые на тот момент принадлежали его обидчику на Олимпийских играх Нино Бенвенути (65-0). Непобеждённый итальянец считался в этом бою явным фаворитом, однако противостояние между ними продлилось все 15 раундов, и судьи раздельным решением отдали победу Киму. Таким образом, он стал первым корейцем, сумевшим стать чемпионом мира по боксу.
Полученные титулы Ким сумел защитить два раза. Лишился их во время третьей защиты в мае 1968 года, когда отправился в Италию и встретился здесь с другим сильным итальянским боксёром Алессандро Маццинги (54-3) — уступил ему раздельным судейским решением.
В дальнейшем дважды выходил на ринг против японца Хисао Минами (20-9-5), в первом случае проиграл ему решением большинства судей, тогда как во втором случае выиграл по очкам, вернув себе титул чемпиона OPBF в среднем весе. В общей сложности провёл на профи-ринге 37 боёв, из них 33 выиграл (в том числе 17 досрочно), 2 проиграл, 2 поединка закончились ничьей.

### Дальнейшая жизнь
После завершения спортивной карьеры Ким Ги Су в течение некоторого времени работал тренером по боксу. Затем основал собственную компанию и стал достаточно успешным бизнесменом. Был женат, имел двоих сыновей и двоих дочерей.
Умер 10 июня 1997 года в Сеуле в возрасте 57 лет от рака печени.